# Орне (Ретимни)
Орне́ (греч. Ορνέ) — деревня в Греции, на острове Крит в Средиземном море. Расположена на высоте 300 м над уровнем моря, у подножья горы Кедрос (1777 м), к северу от деревни Меламбес. Административно относится к общине Айос-Василиос в периферийной единице Ретимни в периферии Крит. Площадь 3,099 км². Население 20 человек по переписи 2011 года.

## Население
| Год  | Население, человек |
| ---- | ------------------ |
| 1991 | 108                |
| 2001 | 44                 |
| 2011 | ↘ 20               |